# كنيسة العذراء سلطانة السلام
كنيسة سلطانة السلام هي كنيسة كاثوليكية تقع في بلدة بيرزيت في فلسطين، وتعرف هذه الكنيسة أيضًا باسم كنيسة غوادالوبي، وغوادالوبي هي منطقةٌ في المكسيك ترمز للسيدة مريم العذراء، وأثناء الانتفاضة الفلسطينية الثانية عام 2003 تمت إضافة اسم سلطانة السلام. تُعد كنيسةً أيضًا للطائفة اللاتينية، وكانت قد تأسست في عهد الأب أنطون بوزو.

## معرض الصور

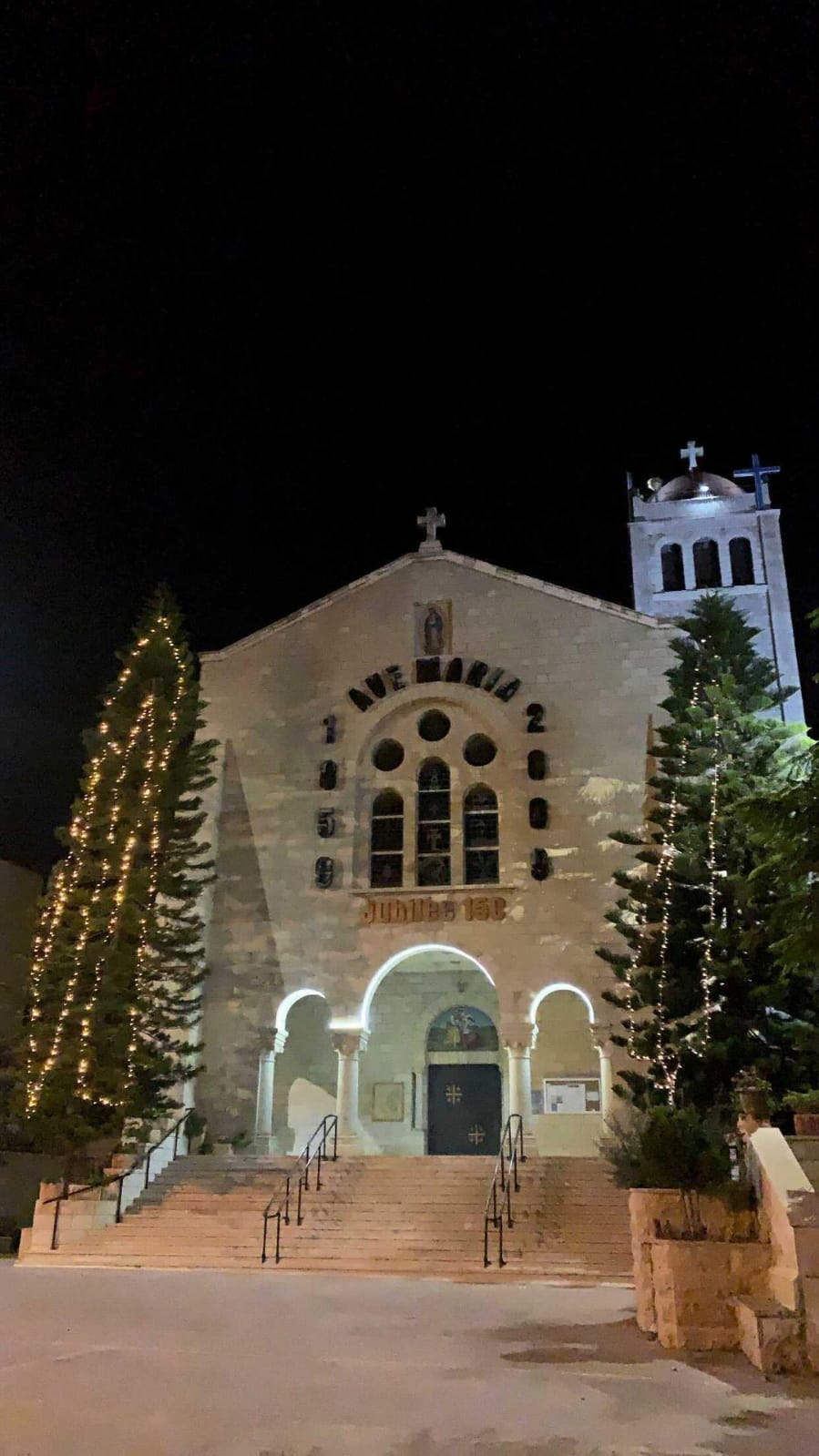
الكنيسة بالليل
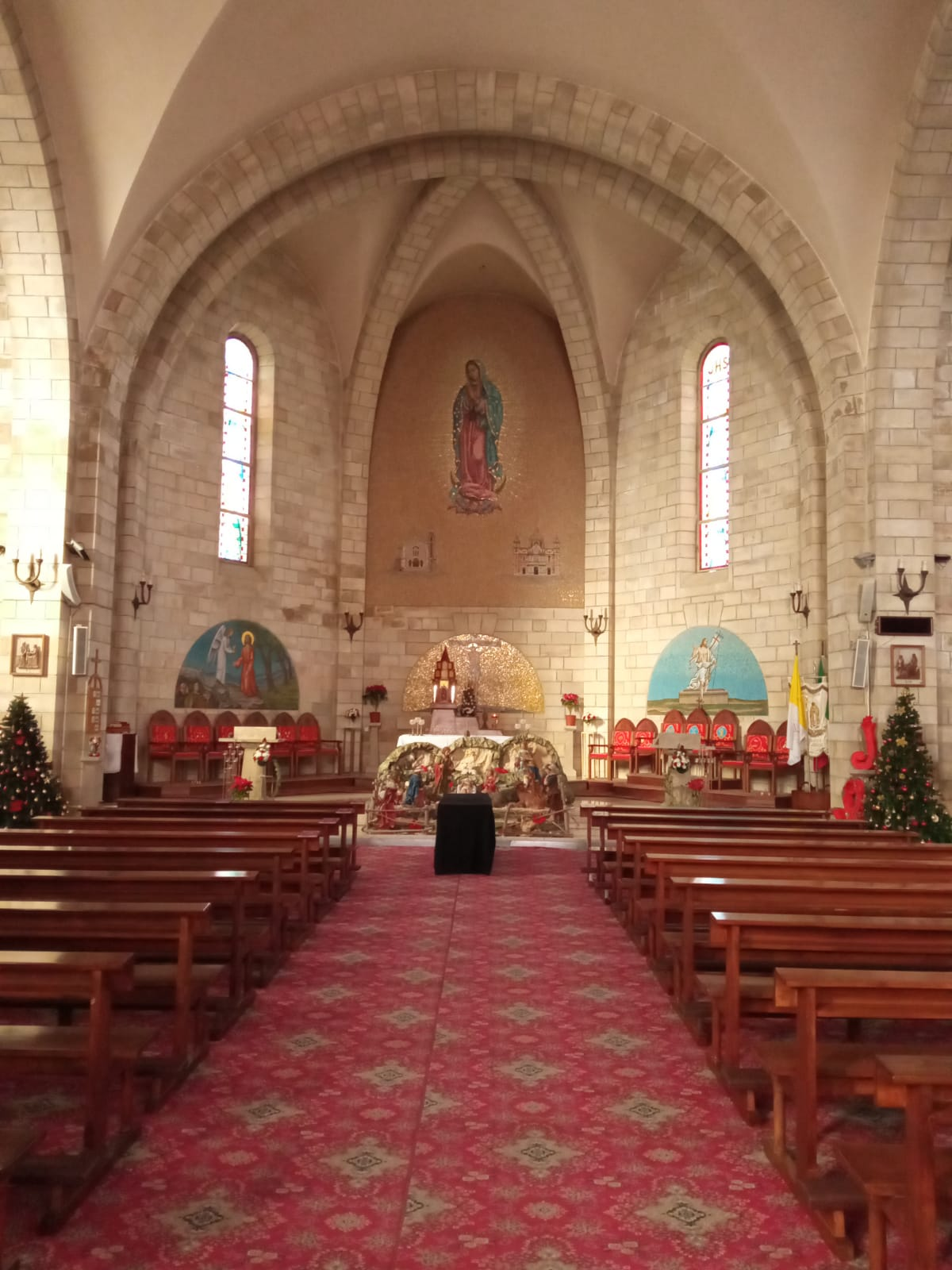
الكنيسة من الداخل
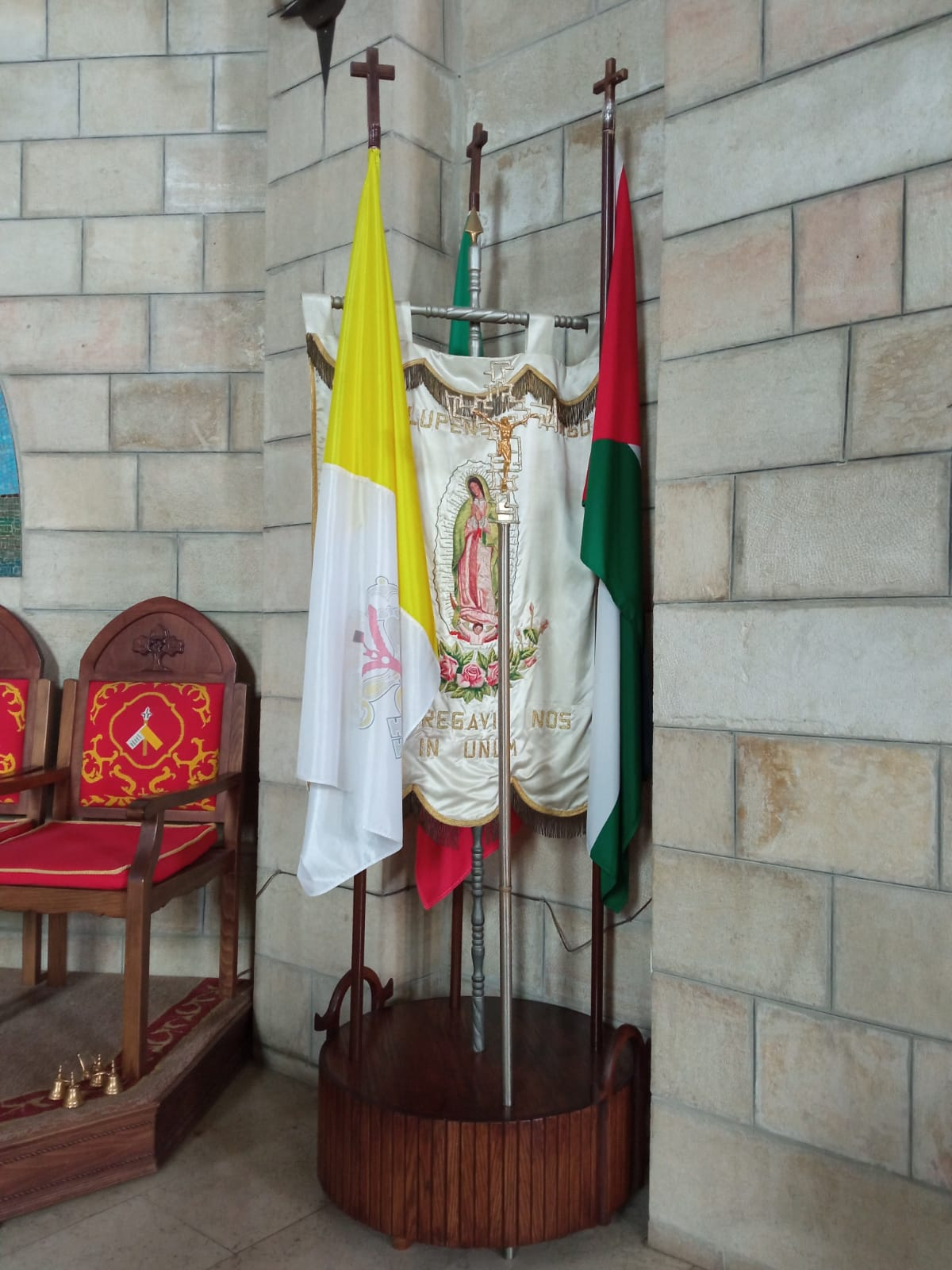
نصب الأعلام الموجود داخل كنيسة سلطانة السلام ويظهر في الصورة العلم الفلسطيني والعلم المكسيكي
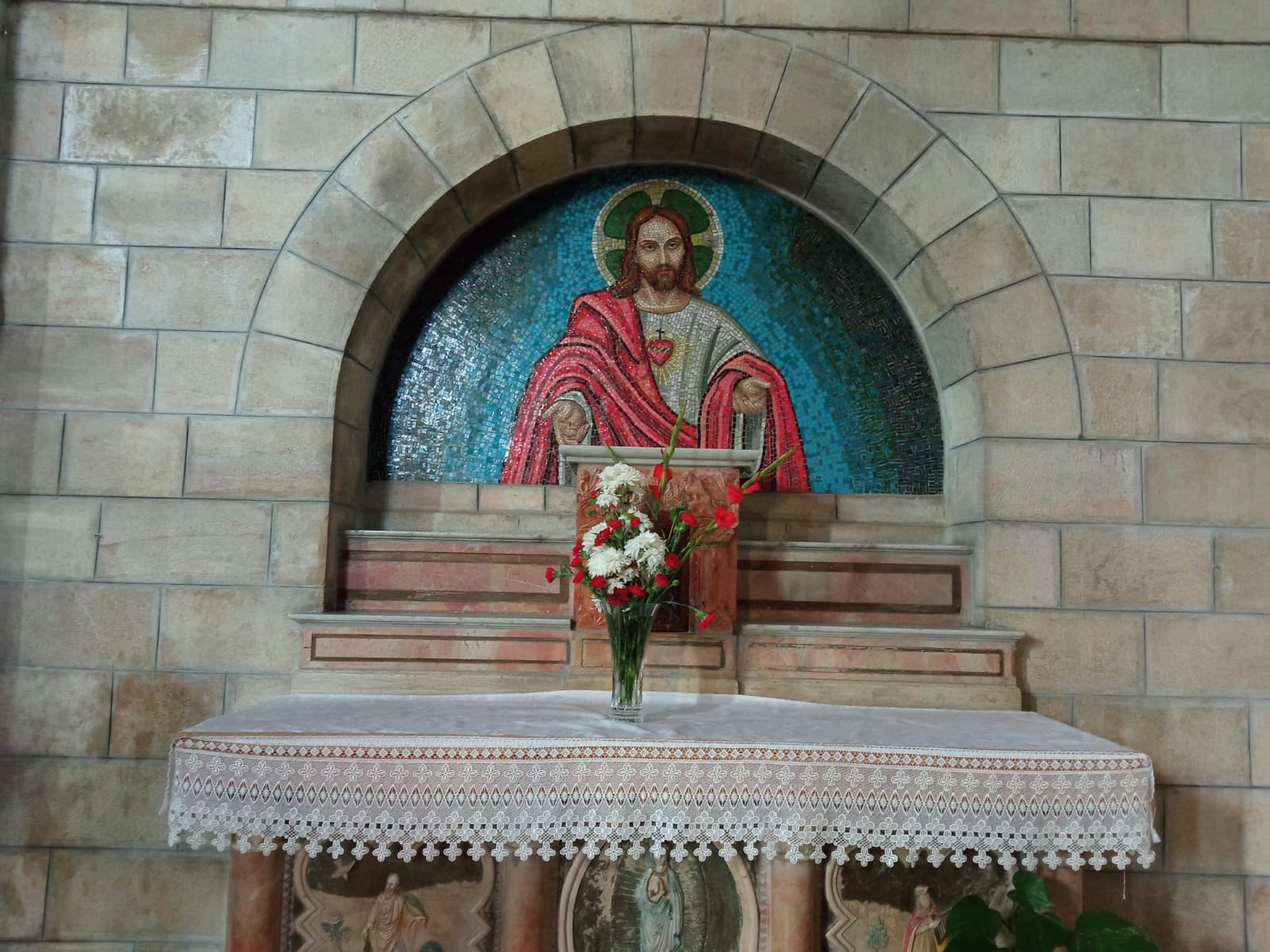
المذبح الموجود داخل كنيسة سلطانة السلام
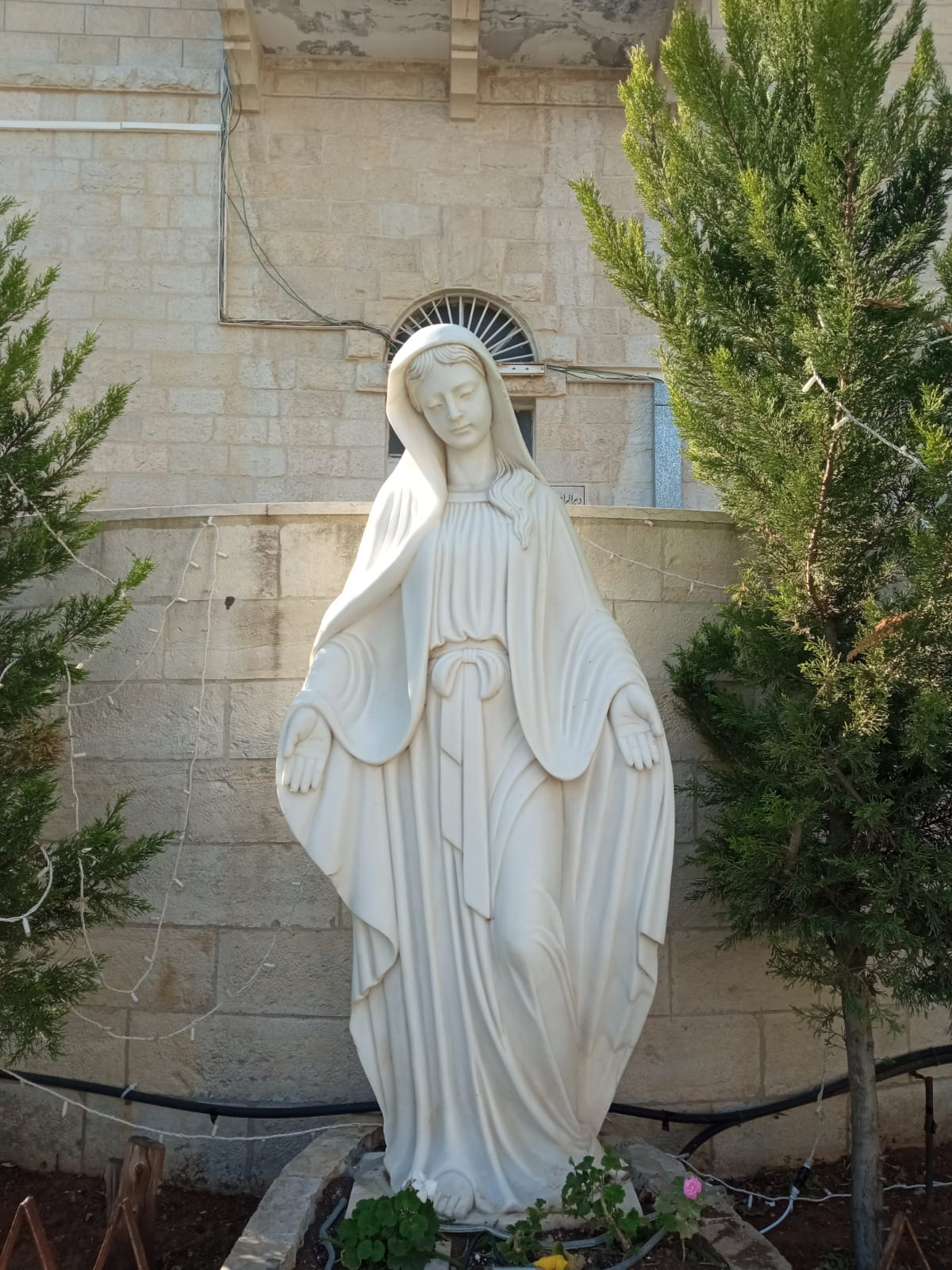
تمثال السيدة العذراء في باحة الكنيسة
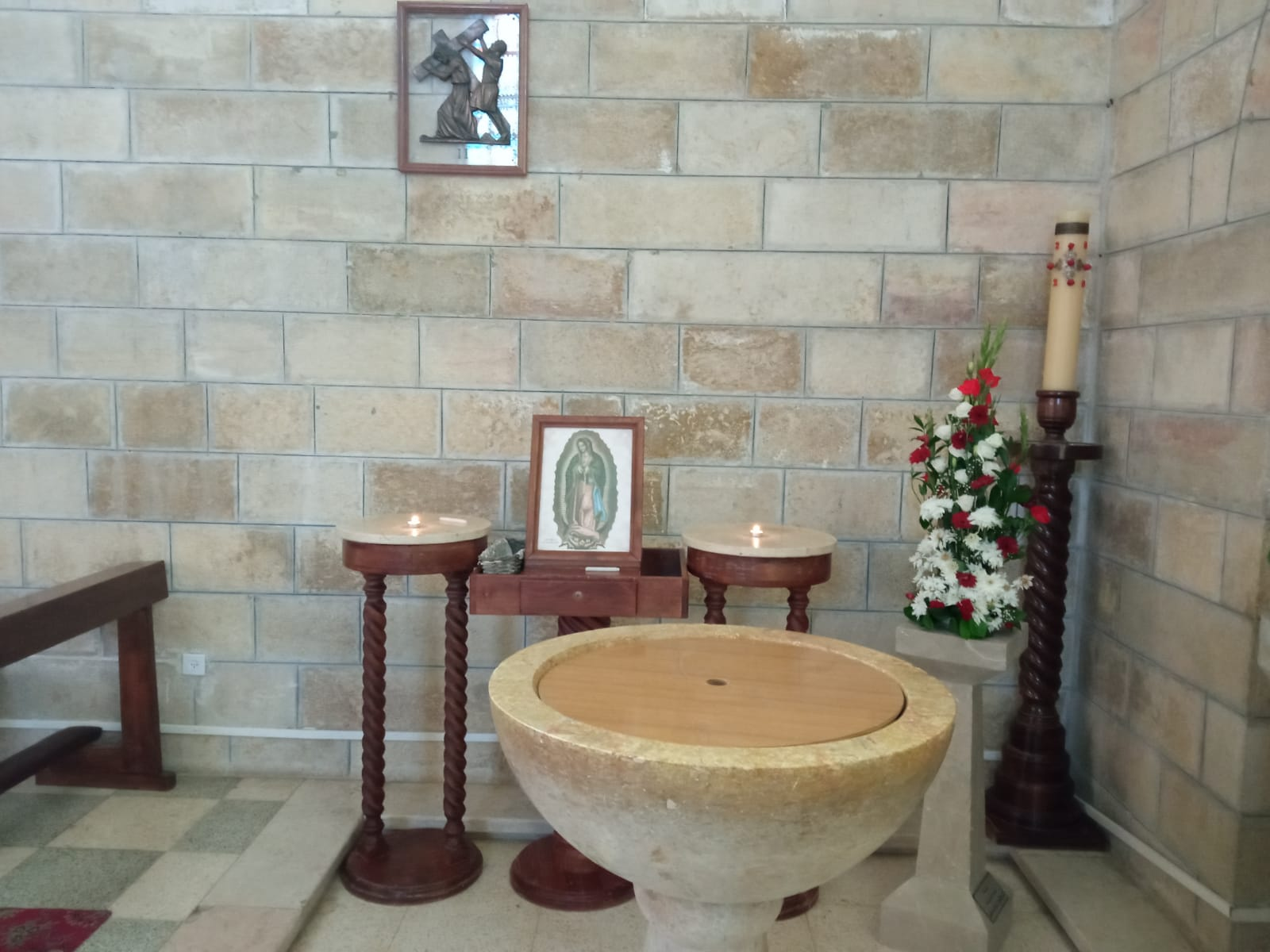
مكان تعميد الأطفال في الكنيسة
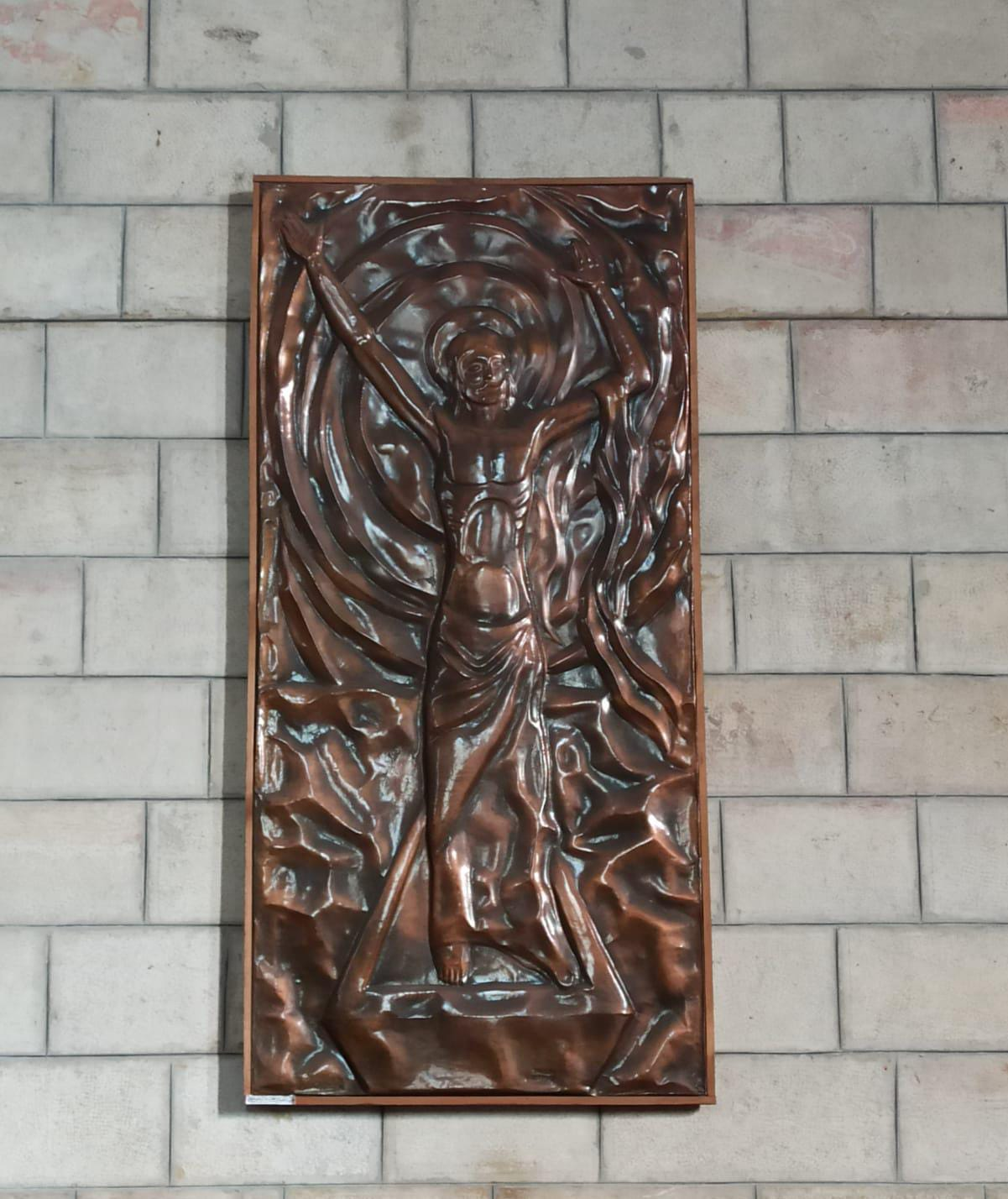
لوحة تمجيدة موجودة داخل الكنيسة
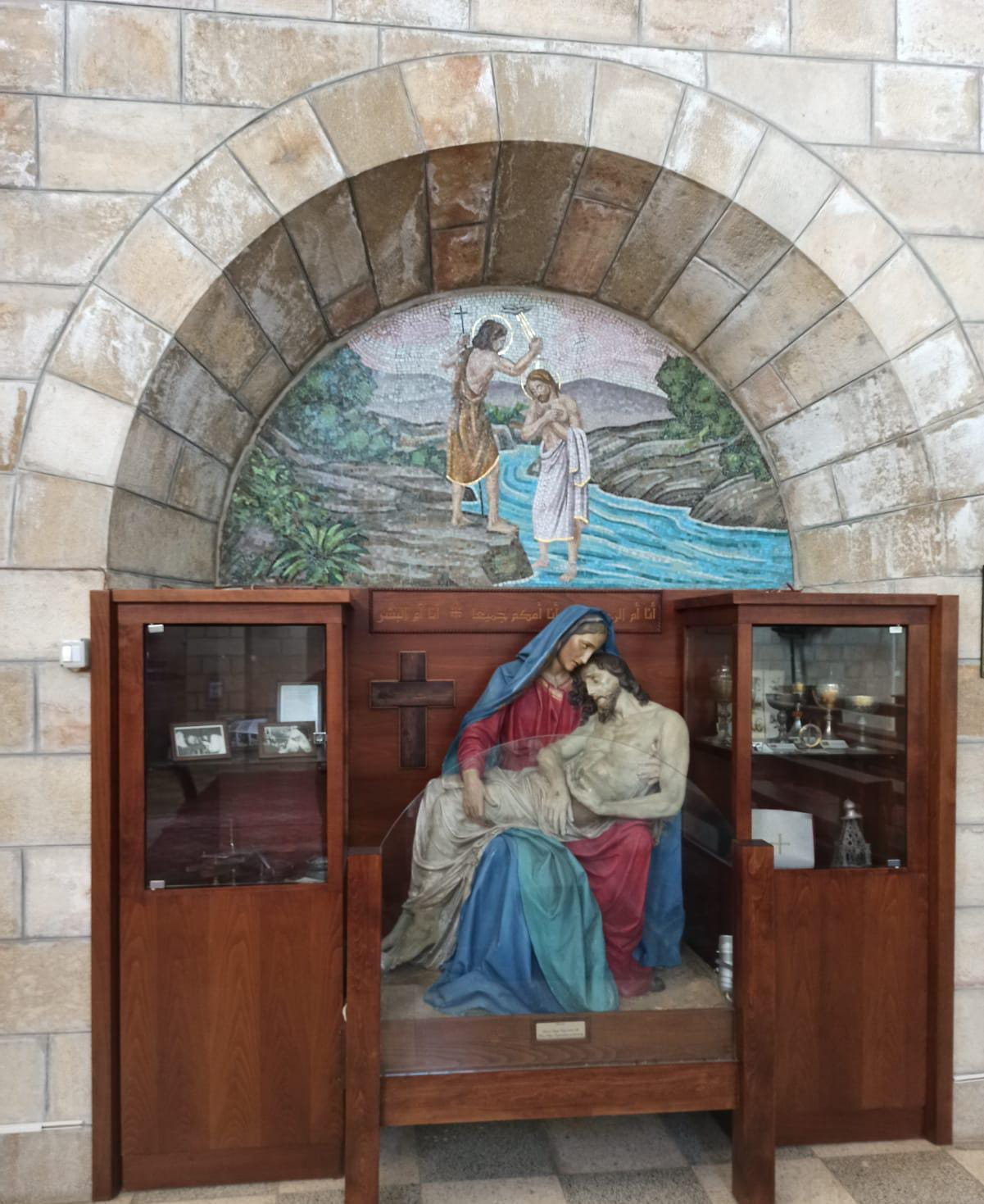
لوحة أثرية داخل كنيسة سلطانة السلام